# St. Theresia vom Kinde Jesu (Berlin)

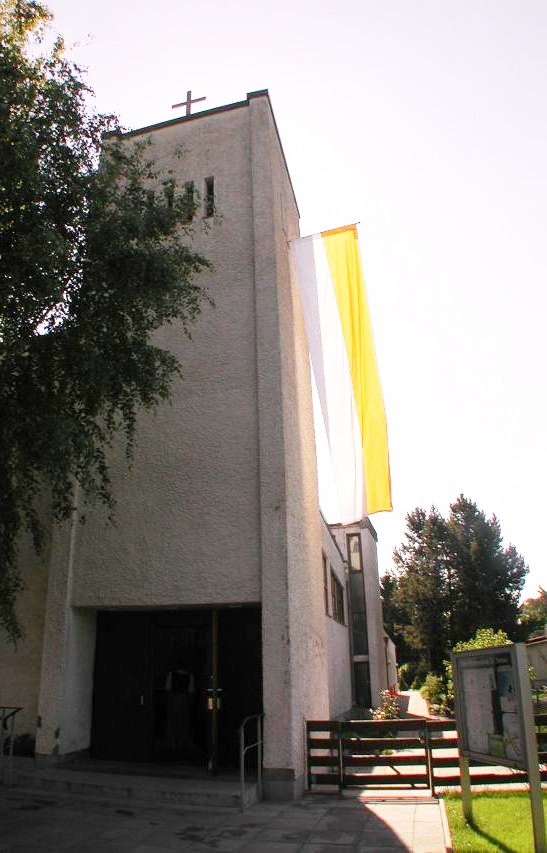
St. Theresia

Die römisch-katholische Kirche St. Theresia vom Kinde Jesu liegt am südlichen Stadtrand von Berlin im Ortsteil Buckow des Bezirks Neukölln. Kirchenpatronin ist Therese von Lisieux.

## Geschichte
Am 1. September 1946 wurde die Filialgemeinde Berlin-Buckow-West durch Kardinal Konrad Graf von Preysing, Bischof von Berlin, errichtet.
Als erster Seelsorger für dieses Gebiet wurde Kaplan Bernhard Wenke mit dem Titel Kuratus ernannt. Am 13. Oktober fand im evangelischen Gemeindesaal die erste heilige Messe statt. Ab 1951 wurde für einen Kirchenbau Geld gesammelt. Am 13. Oktober 1951 fand der erste Spatenstich statt. Am 19. Oktober 1951 wurde der Patronatsname Maria Viktoria vom Bischöflichen Ordinariat abgelehnt. Der Pfarrer musste sich sofort für einen neuen Namen entscheiden und wählte Theresia vom Kinde Jesu. Die Grundsteinlegung der Kirche mit diesem Namen in der Warmensteinacher Straße 23 war am 28. November 1951. Richtfest wurde am 10. November 1952 gefeiert.
Am 17. Juli 1960 fand  die Glockenweihe statt. Die Glocke, gegossen bei Petit & Gebr. Edelbrock in Gescher, Westfalen, wiegt 550 kg, hat einen Durchmesser von 98 cm und eine Höhe von 80 cm zuzüglich einer Krone von 14 cm. Sie klingt im Schlagton dis" und trägt die Inschrift „Sancta Maria ora pro nobis“.
Im Jahr 1966 wurde die Kirche abgerissen. Die Grundsteinlegung für den Nachfolgebau war am 1. September 1966, am 25. November 1966 war Richtfest. Die neue Kirche ist im Stil des Brutalismus aus Sichtbeton errichtet. 2005 wurde die Kirche vollständig renoviert.
Seit dem 1. Januar 2022 bilden die vier ehemaligen Pfarrgemeinden mit ihren Kirchen Herz-Jesu und Judas-Thaddäus in Tempelhof, Maria-Frieden in Mariendorf, Salvator in Lichtenrade und St. Theresia vom Kinde Jesu in Buckow eine Großpfarrei, die unter dem Patronat des heiligen Papstes Johannes XXIII. steht.  Die Pfarrei heißt Katholische Kirchengemeinde Pfarrei Hl. Johannes XXIII. Tempelhof-Buckow. Leitender Pfarrer ist Arduino Marra.

## Baubeschreibung
Die längsrechteckige, schlichte Saalkirche ist ein verputzter Mauerwerksbau. Die Fassade ist asymmetrisch, der seitliche Portalturm auf quadratischem Grundriss mit lisenenartig betonten Wandscheiben tritt aus ihr leicht hervor. Das Schmetterlingsdach besteht aus einem Pultdach, das über dem Kirchenschiffs zum raumbreiten Chor abfällt. Dort steigt es, um ein Oberlichtband versetzt, das die Altarzone indirekt belichtet, wieder an.

## Ausstattung
Die Kirche besitzt seit 1973 eine mehrteilige Krippe, die den Krippenfiguren des Stiftes Wilhering bei Linz (Oberösterreich) nachempfunden ist. Bildschnitzer ist Gottfredo Moroder aus St. Ulrich in Gröden.
Die Orgel stammt ebenfalls von 1973.